# Марк Перперна (консул 92 року до н. е.)
Марк Перперна (лат. Marcus Perperna; 147 до н. е. — 49 до н. е.) — політичний та військовий діяч Римської республіки, консул 92 року до н. е., цензор 86 року до н. е.

## Життєпис
Походив з роду Перперн. Син Марка Перперни, консула 130 року до н. е. У 95 році до н. е. став претором. У 92 році до н. е. його обрано консулом спільно з Гаєм Клавдієм Пульхром. За час свого консульства не здійснив чогось важливого. У 90 році до н. е. воював під орудою консула Публія Рутілія Лупа під час Союзницької війни.
У 86 році до н. е. його обрано цензором разом з Луцієм Марцієм Філіпом. Під час своєї каденції оформив набуття римського громадянства значною частиною італіків.
У 54 році до н. е. брав участь у процесі претора Марка Емілія Скавра. Згодом зосередив свою діяльність на політичній боротьбі в сенаті. Помер у 49 році до н. е.

## Родина
- Марк Перперна, претор 82 року до н. е.
- Перпернія, весталка